# Arammba jezik
Arammba jezik (aramba, serki, serkisetavi, upper morehead; ISO 639-3: stk), jezik južne centralne papuanske porodice, kojim govori 970 ljudi (2003 SIL) u provinciji Western u Papui Novoj Gvineji.
Jedan je od deset jezika Morehead-Upper Maroske podskupine tonda. piše se latinicom. Proučavao ga je Steve Parker,

## Vanjske poveznice
- Ethnologue (14th)
- Ethnologue (15th)